# Leza (Spagna)
Leza è un comune spagnolo  situato nella comunità autonoma dei Paesi Baschi.